# Thap Put
Thap Put (em tailandês: อำเภอทับปุด) é um distrito da província de Phangnga, no sul da Tailândia. É um dos 9 distritos que compõem a província. Sua população, de acordo com dados de 2012, era de 25 849 habitantes. Sua área territorial é de 272,429 km².